# Amoxicilina/ácido clavulânico
Amoxicilina/ácido clavulânico é uma associação medicamentosa composta por amoxicilina e ácido clavulânico que juntos potenciam o efeito bactericida. Pode provocar problemas no fígado, não se recomendando o uso prolongado.
A amoxicilina associada ao ácido clavulânico tem a sua semivida aumentada, pois o ácido clavulânico inibe a quebra da amoxicilina pela enzima betalactamase.
Antibiótico betalactâmico associado a um inibidor das betalactamases.
A combinação de amoxicilina com clavulanato de potássio (sal do ácido clavulânico) permite o tratamento de infecções por bactérias que resistem à amoxicilina, por produzir betalactamases. A amoxicilina possui ação bactericida e seu efeito depende da sua capacidade para unir-se às proteínas que ligam penicilinas localizadas nas membranas citoplasmáticas bacterianas. Inibe a divisão celular e o crescimento e produz lise e elongação das bactérias sensíveis, particularmente as que sofrem rápida divisão, pois possuem maior grau de sensibilidade à ação das penicilinas.
Indicado para infecções por cepas bacterianas Gram-positivas ou Gram-negativas produtoras de beta-lactamases, especialmente Haemophilus influenzae, Moraxella catarrhalis, Staphylococcus aureus, E. coli, espécies de Klebsiella, espécies de Enterobacter, Haemophilus ducreyi.